# Rudi Mair

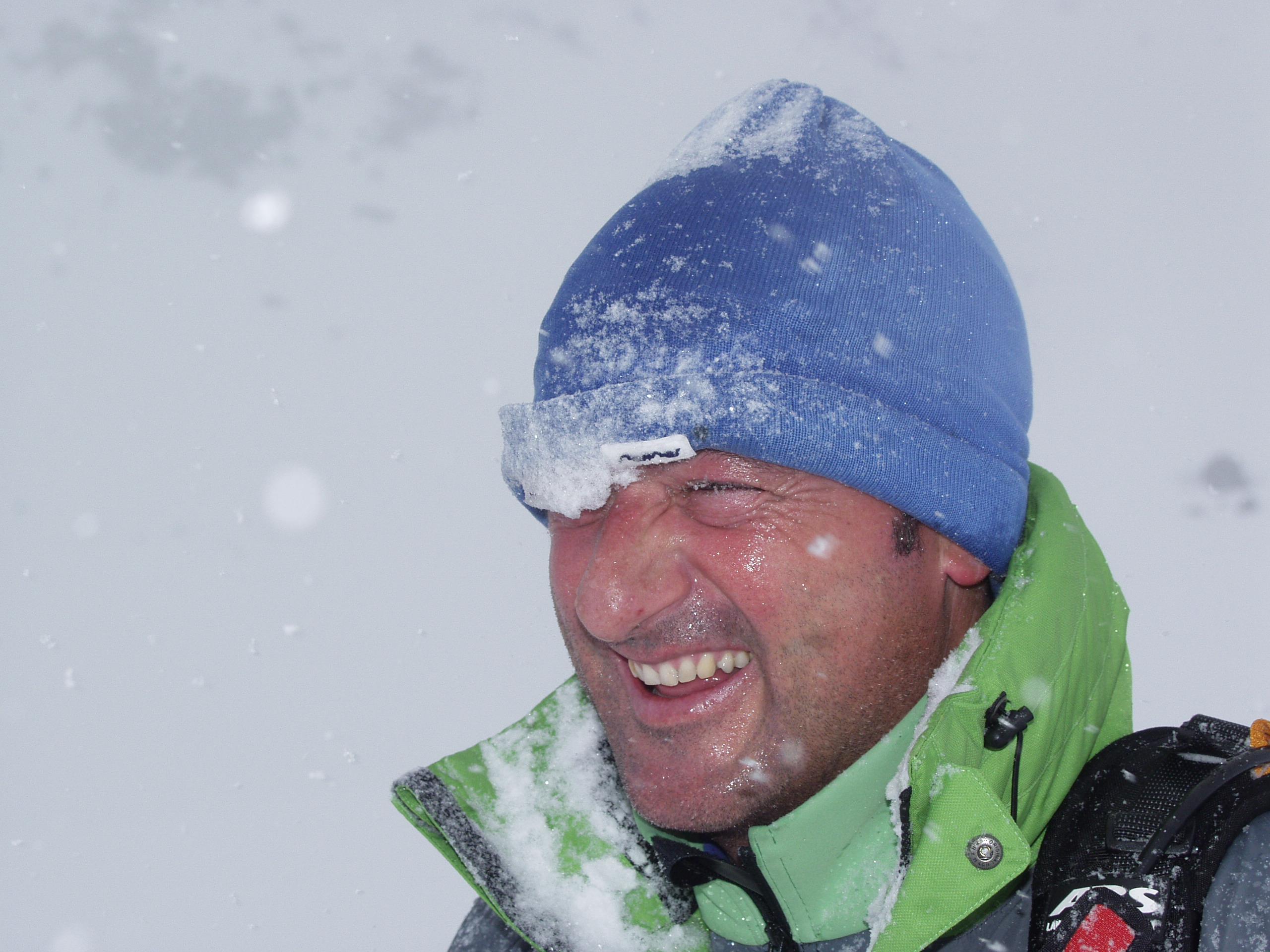
Rudi Mair,
Leiter des Lawinenwarndienstes Tirol

Rudi Mair (* 23. März 1961 in Innsbruck) ist ein österreichischer Meteorologe, Glaziologe und Lawinenexperte. Von 1999 bis März 2023 war er Leiter des Lawinenwarndienstes Tirol.

## Leben
Mair besuchte die Volksschule in Fulpmes im Stubaital und das Akademische Gymnasium (humanistischer Zweig) in Innsbruck. Er studierte dann Meteorologie und Glaziologie an der Universität Innsbruck. Von 1988 bis 1990 arbeitete er als Wissenschaftler am Alfred-Wegener-Institut für Polar- und Meeresforschung, davon die überwiegende Zeit in der Georg-von-Neumayer-Station in der Antarktis.
Ab 1990 war Rudi Mair beim Lawinenwarndienst Tirol tätig; von 1999 bis März 2023 war er Leiter des Lawinenwarndienstes Tirol. Seit 2000 ist er Gerichtssachverständiger für Meteorologie, Lawinenkunde, Lawinenunfälle und Lawinenschutz. Seit 2011 ist Mair Universitätslektor für Lawinenkunde.
Mair war in der Wintersaison regelmäßig in österreichischen, deutschen und internationalen Medien als Interviewpartner und Experte gefragt. So war er neben Tirol heute auch regelmäßig in der ZiB1 und ZiB2 zu sehen, aber auch im Club2. 1999 war er einer der Hauptdarsteller in der Dokumentation über die Lawinenkatastrophe von Galtür, „Anatomy of an Avalanche“ im Wissenschaftsmagazin „Horizon“ der BBC und 2004 in „Force of Nature: Death in the Alps“. Am 16. Januar 2011 war er im Magazin Planetopia als Lawinenexperte zu sehen. Über Radio Tirol gab er täglich einen Lawinenbericht durch.
Außerdem hält er mit seinem Kollegen Patrick Nairz regelmäßig Vorträge über die Gefahren von Lawinen sowohl in Tirol als auch überregional in Chamonix, Davos, Val d’Aran, München, Sterzing, Bozen und Meran, Grenoble, Den Haag, Canfranc und Salzburg.
Sein zusammen mit Patrick Nairz geschriebenes Buch Lawine. Die 10 entscheidenden Gefahrenmuster erkennen gilt als Standardlawinenbuch für die Praxis. Es ist für „aktive Wintersportler wie Skitourengeher, Skifahrer oder Schneeschuhgeher“ gedacht. Es beschreibt „häufige Gefahrenmuster von Lawinen“. Powerguide bewertet es als „rundum neuen Ansatz, das komplexe Thema Lawinen und Risiko-Check praxistauglich zu vermitteln. Aus der Praxis für die Praxis!“ Bergnews bewertet es als „(lebens)wichtige Lektüre für alle Wintersportler, aber auch Bergführer, die sich im Winter auf ungesichertes Gelände wagen.“ Es wurde 2010 erstmals aufgelegt und ist 2012 bereits in der 4. Auflage erschienen. Seit 2013 gibt es auch eine italienische, eine tschechische sowie eine russische Ausgabe.
Rudi Mair ist verheiratet und hat drei Kinder.

## Publikationen
- Temperature and Movement Measurements at a Bergschrund. In: Journal of Glaciology. Vol. 40, No. 136, 1994, S. 561–565.
- Lawinen – Gefahr Nummer eins im winterlichen Hochgebirge. In: Jahrbuch 1994 des Österreichischen Kuratoriums für alpine Sicherheit. 1994, S. 131–135.
- Ist der Lawinenunfall vermeidbar? In: E. Jenny, G. Flora (Hrsg.): Jahrbuch ’94 der österreichischen Gesellschaft für Alpin- und Höhenmedizin. OK-Druck Schreithofer, Innsbruck 1994, S. 71–82.
- Automatisches Meßnetz des Lawinenwarndienstes Tirol. In: Annalen der Meteorologie. Band 30, Verlag des Deutschen Wetterdienstes Offenbach, 1994, S. 291–294.
- Dokumentation eines Lawinenunfalles. In: Avalanche Report 1992/93. Forstliche Bundesversuchsanstalt, Bundesministerium für Land- und Forstwirtschaft, 1995, S. 19–26.
- EDV-Anwendungen im Lawinenwarndienst. In: Lawinenhandbuch. Tyrolia Verlag, Innsbruck/Wien 1996, S. 205–209.
- Medienarbeit im Lawinenwarndienst: Internet, Teletext, Mailbox. In: 8. Internationale Tagung der Europäischen Lawinenwarndienste. 1997.
- Die Bedeutung des Lawinenlageberichtes für die Tourenplanung. In: G. Flora (Hrsg.): Tagungsband  der 15. Internationalen Bergrettungsärzte-Tagung. Walserdruck, Telfs-Landeck 1998, S. 198–207.
- Lawinenwarndienst Tirol und WISKI-Alpin. In: 6. WISKI-Seminar Friedrichshafen, Tagungsband. 1998, S. 1–11.
- Antarktis: Aufzeichnungen von einer Überwinterung auf der Forschungsstation Georg von Neumayer. Gollenstein Verlag, Blieskastel 1998.
- Faszination Antarktis. In: Österreichische Gesellschaft für Alpin- und Höhenmedizin (Hrsg.): Alpinmedizinischer Rundbrief 20. 1999, S. 14–17.
- Meteorological Causes of the Catastrophic Avalanche at Galtuer. In: Proceedings High Mountain Cartography. 2000.
- New developments of the Avalanche Warning Service of the Tyrol. In: Workshop on Advanced Techniques for the Assessment of Natural Hazards in Mountain Areas. 2000.
- Meteorologische Analyse und Extremwertstatistik der Lawinenkatastrophe von Galtür 1999. In: Journal der Wildbach- und Lawinenverbauung. Sonderheft 162.
- Antarktika. In: Internationales Symposion Psyche & Berg. Puchberg 2002, S. 139 ff.
- Gefahrenstufen für Lawinenkommissionen und Bergführer. In: Sicherheit im Bergland. Wien 2004, S. 209 ff.
- Avalanche Bulletin and Hazard Scale: Basis for modern Safety Strategies. In: WHO, 7th World Conference on Injury Prevention an Safety Promotion, Abstract Book. 2004, S. 465.
- Modern Safety Strategies in Alpine Regions. In: TTL Conference on ‘Snow’, Vienna University of Technology, Proceedings. 2004, S. 71–73.
- Lawinengefahrenstufen und Unfallvermeidung. In: Sicherheit im Bergland. Wien 2004, S. 212 ff.
- Befundaufnahme beim Lawinenunfall. In: Internationales Seminar ‘Lawinen und Recht’, Davos. Tagungsband. 2005, S. 23.
- Lawinenunfälle in Österreich im Winter 2005/06. In: Sicherheit im Bergland. Wien 2006, S. 218 ff.
- Lawinenunfälle in Österreich im Winter 2006/2007. „Ein Winter, der eigentlich keiner war...“. In: Sicherheit im Bergland. Wien 2007, S. 231 ff.
- mit Patrick Nairz: Lawine. Die 10 entscheidenden Gefahrenmuster erkennen. Praxis-Handbuch. Tyrolia-Verlag, Innsbruck 2010, ISBN 978-3-7022-3086-9.[26]
- Avalanche Danger Patterns – A new approach to snow and avalanche science. 12th Congress INTERPRAEVENT in Grenoble, Extended Abstracts. 2012, ISBN 978-3-901164-18-7, S. 248–249.